# Jansath
Jansath é uma cidade e uma nagar panchayat no distrito de Muzaffarnagar, no estado indiano de Uttar Pradesh.

## Geografia
Jansath está localizada a 29° 20′ N, 77° 51′ L. Tem uma altitude média de 232 metros (761 pés).

## Demografia
Segundo o censo de 2001, Jansath tinha uma população de 17,782 habitantes. Os indivíduos do sexo masculino constituem 53% da população e os do sexo feminino 47%. Jansath tem uma taxa de literacia de 55%, inferior à média nacional de 59.5%: a literacia no sexo masculino é de 64% e no sexo feminino é de 45%. Em Jansath, 18% da população está abaixo dos 6 anos de idade.